# Kovács Antal (lelkész)
Szentmiklósi Kovács Antal (Mecske, 1825. október 24. – Terehegy, 1900. február 7.) református lelkész, esperes, 1848-as honvédhadnagy.

## Élete
Mecskén született, ahol apja preorans tanító, anyja Tóth Ilona volt. Apja csakhamar meghalt, ezért anyja Nagyvátyba, szüleihez költözött. Kovács 1834-ban Kunszentmiklósra ment gimnáziumba; 1841-ben Kecskeméten folytatta tanulmányait. Filozófiai és jogi tanulmányainak elvégzése után, 1845-ben Karancsra (Baranya megye) ment akadémikus rektornak. 1849-ben végződött retorika tantárgya, s minthogy az iskolák ekkor szüneteltek, magánszorgalomból tanult és Kecskemétre ment vizsgát tenni; itt azonban honvéd lett és végigküzdötte a csatákat a világosi fegyverletételig. Azután ismét Kecskemétre ment és Polgár Mihály szuperintendens Alsónémedibe (Pest megye) rendelte helyettes lelkészül. 1850. január 15-16-án letette teológiai magánvizsgáit és január 19-én Dunavecsére rendelték segédlelkésznek; papi első vizsgájának május 27-28-án történt letétele után június 2-án Nagyharsányba, 1852. május 2-3-án, második vizsgája után pedig Gordizsára rendelték segédlelkésznek; majd Szenterzsébetre helyettes és 1852-ben Karancsra segédlelkésznek. 1854-ben a botykai (Baranya megye) község hívta meg rendes lelkésznek; 1860-ban a kórosi és 1863-ban a terehegyi (Baranya megye) egyháztól kapott meghívást. Egyházmegyéje 1861-ben aljegyzőnek, 1868-ban tanácsbírónak, 1877-ben esperesnek választotta meg. 1874-től egyházkerületi tanácsbíró is volt. A közélet területén 1868-tól a Baranya megyei népnevelési egylet alelnöke, 1869-től a megyei iskolatanács tagja volt. A debreceni 1881. évi református zsinaton egyházmegyéje megbízásából vett részt.

## Művei
Halotti prédikációja Fördős Lajos: Papi dolgozatok gyászesetekre (Kecskemét, 1864. XI.) c. gyűjteményében szerepel.